# Abzug (Einheit)
Abzug war ein Leipziger Maß in der Weberei. In Leipzig war die Länge des Weiffadens von der Garnart abhängig und für Wolle 2, bzw. bei Leinen 4 Ellen (Dresdner) lang (Haspelumfang).
- 1 Abzug = 30 Gebinde = 600 Faden = 2400 Ellen

Folgende Einzelwerte rechnete man
- 1 Gebinde = 20 Faden = 80 Ellen
- 1 Zaspel = 20 Gebinde = 400 Faden = 1600 Ellen
- 1 Strähn = 40 Gebinde = 800 Faden = 3200 Ellen
- 8 Abzüge = 1 Stück = 240 Gebinde = 4800 Faden = 19.200 Ellen = 6 Strähn = 12 Zaspel